# Kosmoo
Kosmoo is een Vlaamse jeugdserie van Studio 100. De serie is sinds 2016 te zien op Studio 100 TV in België en op ZAPP in Nederland.
Sinds 28 april 2019 wordt de serie ook op Ketnet uitgezonden.

## Verhaal
Kosmoo is de hond van Robbe Williams, en ze zijn de beste vrienden. Wanneer Kosmoo door een auto wordt aangereden, hangt zijn leven aan een zijden draadje. Robbe brengt Kosmoo samen met zijn beste vriendin Ellis naar Bionicel, het bedrijf waar Robbes moeder werkt. Samen lappen Robbe en Ellis Kosmoo op, door zijn beschadigde lichaamsdelen te vervangen door bionische elementen. Vanaf dat moment is Kosmoo geen gewone hond meer, maar een superhond, die samen met Robbe en Ellis de misdaad bestrijdt in Zeezicht.

## Hoofdrollen
| Acteur           | Personage       |
| ---------------- | --------------- |
| Boran            | Kosmoo          |
| Remco Coppejans  | Robbe Williams  |
| Maxine Janssens  | Ellis Andersen  |
| Bert Huysentruyt | Markus Williams |
| Marit Stocker    | Esther Williams |

## Afleveringen
| Seizoen | Afleveringen | Eerste uitzenddatum | Eerste uitzenddatum |
| Seizoen | Afleveringen | Seizoen start       | Seizoenfinale       |
| ------- | ------------ | ------------------- | ------------------- |
| 1       | 13           | 13 augustus 2016    | 22 oktober 2016     |
| 2       | 13           | 1 juli 2017         | 23 september 2017   |
| 3       | 13           | 21 juli 2018        | 26 augustus 2018    |

### Seizoen 1
| Nr. | Titel                   | Eerste uitzending | Gastacteurs                                                                              |
| --- | ----------------------- | ----------------- | ---------------------------------------------------------------------------------------- |
| 1   | Papegaaien in nesten    | 13 augustus 2016  | Erik Burke, Maarten Bosmans, Gert Lahousse, Kurt Defrancq                                |
| 2   | Het spookhuis           | 20 augustus 2016  | Debbie Crommelinck, Victor Peeters, Steve Beirnaert                                      |
| 3   | BMX ramp                | 27 augustus 2016  | Bram Spooren, Theo de Groot, Aaron Blommaert                                             |
| 4   | Bionisch afval          | 3 september 2016  | Robert de la Haye, Yoeri Lewijze, Tom De Hoog                                            |
| 5   | De scheepslamp          | 10 september 2016 | Patsy Van der Meeren , Fauve Geerling                                                    |
| 6   | De gijzeling            | 17 september 2016 | Christophe Haddad, Peter Post, Mike van Amelsfoort, Luc Verhoeven                        |
| 7   | Graffiti-Bomb           | 24 september 2016 | Wim Van De Velde, Walter Baele                                                           |
| 8   | De hondenshow           | 1 oktober 2016    | Anke Helsen                                                                              |
| 9   | De schattenjacht        | 8 oktober 2016    | Gunter Reniers, Steven De Lelie                                                          |
| 10  | De trots van Zeezicht   | 9 oktober 2016    | Fred Van Kuyk, Peter Van Asbroeck, Sijtze van der Meer                                   |
| 11  | Het gastgezin           | 15 oktober 2016   | Helle Vanderheyden, George Arrendell                                                     |
| 12  | Niet zuiver op de graat | 16 oktober 2016   | Ronny Daelman, Jurgen Stein, Maarten Claeyssens, Nathalie Wijnants, Bert Vannieuwenhuyse |
| 13  | Buitenaards kristal     | 22 oktober 2016   | Soy Kroon, Bettina Berger                                                                |

### Seizoen 2
| Nr. | Titel                      | Eerste uitzending | Gastacteurs                       |
| --- | -------------------------- | ----------------- | --------------------------------- |
| 1   | Vluchtmisdrijf             | 1 juli 2017       | Olivier Bisback                   |
| 2   | Digitale diefstal          | 8 juli 2017       | Wanne Synnave                     |
| 3   | Wolf Zeezicht              | 15 juli 2017      | Ingrid De Vos, David Michiels     |
| 4   | Waar Is Tony               | 22 juli 2017      | Cara Van der Auwera, Herman Boets |
| 5   | Foute Neef                 | 29 juli 2017      | Jordi Rottier                     |
| 6   | Fossiel                    | 5 augustus 2017   | Pieter Bamps, Maike Boerdam       |
| 7   | Gekatnapt                  | 12 augustus 2017  | Christian Dol, Nicky Langley      |
| 8   | Actie                      | 19 augustus 2017  | Charlotte Boudry, Aiko Vanparys   |
| 9   | Mannenweekend              | 26 augustus 2017  |                                   |
| 10  | Asiel                      | 2 september 2017  | Brik Van Dyck, Monika Dumon       |
| 11  | Strandjutter               | 9 september 2017  | Alain Van Goethem                 |
| 12  | Het geheim van het Kasteel | 16 september 2017 |                                   |
| 13  | Bobcats                    | 23 september 2017 | Jasper Heyman                     |

### Seizoen 3
| Nr. | Titel                  | Eerste uitzending | Gastacteurs                                  |
| --- | ---------------------- | ----------------- | -------------------------------------------- |
| 1   | Red het bos            | 21 juli 2018      | Sijtze van der Meer, Dries Vanhegen          |
| 2   | Spokenjacht            | 22 juli 2018      | Door Van Boeckel, Remi De Smet               |
| 3   | Zorgeloze vakantie     | 28 juli 2018      | Walter Baele,Kenny Verelst                   |
| 4   | De Pyromaan            | 29 juli 2018      | Kobe Van Herwegen                            |
| 5   | Revolution war         | 4 augustus 2018   | Jelle Florizoone                             |
| 6   | De stinkende Parel     | 5 augustus 2018   |                                              |
| 7   | Het ponymysterie       | 11 augustus 2018  |                                              |
| 8   | Allemaal beestjes      | 12 augustus 2018  | Pieter Verelst                               |
| 9   | Grafschennis           | 18 augustus 2018  | Dirk Lavrysen, Immanuel Lemmens              |
| 10  | Onrust in het rusthuis | 19 augustus 2018  | Roger Bolders, Lea Couzin, Fleur Brusselmans |
| 11  | De gouden medaille     | 25 augustus 2018  | Tanja de Raad, Eva Jonker                    |
| 12  | Het logboek            | 26 augustus 2018  | Marc Bober, Jan Van Hecke, Luc Verhoeven     |
| 13  | Vliegeniers            | 26 augustus 2018  | Jérémie Vrielynck, Max Hameeteman            |